# Jacques Lemaigre Dubreuil
Pour les articles homonymes, voir Lemaigre-Dubreuil et Dubreuil.
Jacques Lemaigre Dubreuil, né le 30 octobre 1894 à Solignac (Haute-Vienne) et mort le 11 juin 1955 à Casablanca (Maroc), est un homme d’affaires, dirigeant du groupe Lesieur et militant politique français.
Dans les années 1930, il préside la Fédération nationale des contribuables et est proche des milieux d’activistes d'extrême droite qu'il finance comme la Cagoule. Durant la Seconde Guerre mondiale, il participe aux négociations sinon aux complots préparant le débarquement américain en Afrique en Nord de novembre 1942 puis, après la guerre, se rapproche des milieux autonomistes du Maroc.
Il a été assassiné, vraisemblablement par un groupe terroriste — sans doute la Main Rouge — bien que la justice n'ait jamais conclu sur ce point.

## Origines et jeunesse
Né dans une famille d'ancienne bourgeoisie du Limousin, Jacques Lemaigre Dubreuil est le fils de Georges-Léon Lemaigre Dubreuil (1864-1933), qui fut maire de Solignac pendant quarante ans, et de Geneviève Labour. Jacques eut un frère aîné, René (1892-1979) et deux sœurs, Marie-Louise (1893-1984) et Edmée (1898-1961).
Il fait ses études à l'école Gerson à Paris puis à l'École des sciences politiques.

## Carrière militaire
Campagne contre l'Allemagne
Le 1er septembre 1914, Jacques Lemaigre Dubreuil est appelé comme cavalier au 20e régiment de dragons, habituellement en garnison à Limoges et à cette date en mouvement entre la Lorraine et la Marne. Il est promu brigadier le 20 février 1915 puis aspirant le 1er juillet 1915, alors que le régiment occupe un secteur de tranchées en Alsace. Après une période d'instruction à l'École de cavalerie de Saumur, il est affecté au Centre d'instruction des autos-mitrailleuses (CIAM) à Versailles. Début novembre 1916, le CIAM le détache, en tant qu'aspirant, au 10e groupe d'autos-mitrailleuses et autos-canons (GAMAC), retiré du front de la Somme pour rejoindre la mission française d'assistance à la Roumanie. Le capitaine Richemond, commandant le 10e GAMAC indique que J. Lemaigre Dubreuil, comme tous les officiers français détachés en Roumanie, prend pour la durée de la mission le grade supérieur au sien, soit celui de sous-lieutenant.
Quelques semaines après son retour en France, il est confirmé à titre définitif le 17 août 1917 dans son grade de sous-lieutenant ce qui lui permet de rejoindre le 15e groupe d'autos-mitrailleuses et autos-canons en octobre comme chef de section. Il participe ainsi à tous les engagements offensifs et défensifs de l'année 1918, notamment près de Château-Thierry, à Mont-Saint-Père, où il est blessé le 30 mai. Ses « initiatives heureuses et sa hardiesse » lui valent d'obtenir quatre citations et de recevoir la croix de chevalier de la Légion d'Honneur.
De 1918 à 1922
Après avoir été promu lieutenant le 25 décembre 1918, il quitte le 15e GAMAC le 7 mars 1919 et se voit détaché à la mission française à Constantinople à partir du 10 avril jusqu'à la fin d'octobre 1919. Il passe alors à l'armée du Levant, chef de section au 6e groupe d'autos-mitrailleuses de cavalerie en Cilicie, où il obtient une nouvelle citation à l'ordre de l'armée. Rapatrié en 1921, il effectue un stage à Saumur à la fin de l'année, passe en garnison au 3e régiment de hussards à Strasbourg puis prend un congé sans solde de trois ans fin avril 1922 à l'issue duquel il démissionne de l'armée. Il est promu capitaine de réserve le 25 décembre 1931.

## L'après-guerre

### Administrateur et directeur général de Lesieur
En 1922, de retour à la vie civile, il travaille à la Banque des pays du Nord puis la quitte pour rejoindre la société Marc Desaché, courtiers à la Bourse de Paris.
Le 27 janvier 1926, il épouse Simone Lesieur (1904-1992),, seconde fille de Georges Lesieur, fondateur de la société des « Huileries Georges Lesieur ». Simone Lesieur possède alors 6 000 actions de l'entreprise de son père, soit 7,5 % du capital contrôlé à 65 % par son père et ses trois fils. Jacques Lemaigre Dubreuil en intègre le conseil d'administration la même année,. En 1931, à la mort de Georges Lesieur, il devient, à l'âge de 37 ans, l'un des dirigeants de la société familiale. Il prend en charge son développement en France et à l'étranger jusqu'à sa mort.
En pratique, il partage la direction de l'entreprise avec son beau-frère Paul Lesieur (1885-1966), deuxième fils de Georges et héritier désigné depuis la mort en 1930 du fils aîné, Maurice. Paul Lesieur préside le conseil d'administration, gère la direction opérationnelle de la société, la production ainsi que le complexe d'expéditions. Lemaigre Dubreuil, lui, s'occupe principalement du marketing en France et à l'étranger ainsi que de la production et de l'acheminement à Coudekerque des matières premières — arachide principalement — notamment en provenance de Dakar au Sénégal. Son rôle reste assez discret au sein de la firme jusqu'à la Seconde Guerre mondiale. Il devient directeur général de l'entreprise en 1934 mais il partage cette fonction avec Henri Lesieur, troisième fils de Georges.
En décembre 1940, Lemaigre Dubreuil est désigné seul directeur général de Lesieur. Il supervise les usines que la firme construit en Afrique durant le second conflit mondial, créées à la demande du régime de Vichy mais aussi en prévision de l'après-guerre, et mises en service entre 1943 et 1948,. Il préside les nouveaux établissements de Lesieur en Afrique : Lesieur Afrique-Casablanca, Lesieur Afrique-Dakar, et Lesieur Afrique-Alger, fondés en 1941.
Il possède comme sa belle-famille des intérêts dans les magasins du Printemps, dirigés depuis 1920 par Pierre Laguionie, qui a épousé Germaine Lesieur, autre fille de Georges Lesieur et a quitté le conseil d'administration de Lesieur en 1926. Le Printemps s'occupe de la direction et de la gestion des grands magasins Jones, installés à Paris avenue Victor Hugo. Lemaigre Dubreuil succède à son beau-frère Maurice Lesieur (1883-1930) comme administrateur de la société des grands magasins Jones en 1931. Paul Lesieur est vice-président du conseil d'administration, Henri Lesieur est aussi administrateur.
Sa belle-famille possède également des intérêts dans une firme pétrolière, la Société générale des huiles de pétrole. Fondée en 1920-1921, contrôlée par l'Anglo-Persian Oil Company, elle a repris les activités pétrolières de la société Georges Lesieur et ses Fils en échange d'actions et d'obligations et d'autres firmes françaises comme Paix et Cie. Lemaigre Dubreuil administre cette firme de 1935 à 1937 avant de céder son siège à son beau-frère Paul Lesieur,.

### Engagement nationaliste dans les années 1930

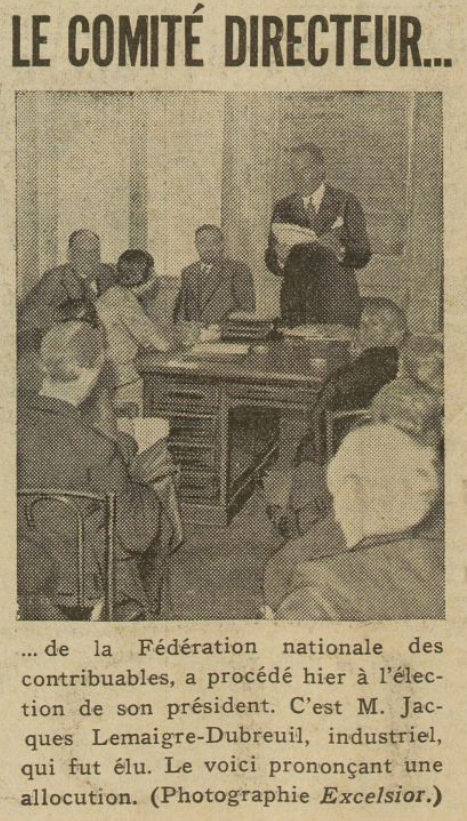
Jacques Lemaigre-Dubreuil élu président de la Fédération nationale des contribuables dans Excelsior du 3 mars 1935.

Le journaliste Pierre Péan le présente comme un militant d’extrême droite[source insuffisante], au début des années 1930 et l'un de ses financiers. En 1934, Lemaigre Dubreuil adhère à la Fédération nationale des contribuables (FNC), fondée en 1928, en devient au début de l'année suivante le président de la fédération de la Seine, puis le président national,. Il se fait connaitre par ses articles publiés dans la presse et ses réunions, à Paris et en province. Il appuie Henri Dorgères et son mouvement des Comités de défense paysanne, les fameuses « chemises vertes », au financement duquel il participe. Lemaigre Dubreuil et Dorgères tiennent des réunions communes. À partir de 1936, il prend toutefois ses distances avec Dorgères.
Il est l'un des adversaires les plus résolus du Front populaire. Durant l'été 1936, le gouvernement du Front populaire décide de modifier les statuts de la Banque de France et fait voter la loi du 24 juillet 1936. L'Assemblée générale des actionnaires dont le rôle est de défendre les intérêts des actionnaires de la banque, qui est alors privée, voit son pouvoir affaibli. Les actionnaires se groupent en une Association des porteurs d'action de la Banque de France (APABF) et s'allient avec la FNC. Jacques Lemaigre Dubreuil se porte candidat pour l'élection de conseiller général représentant les actionnaires. Il porte plainte contre Vincent Auriol, ministre des Finances, pour escroquerie afin de médiatiser sa candidature. Il est élu membre du conseil général de la banque en octobre 1936 pour un mandat de trois ans et s'évertue à harceler Émile Labeyrie, gouverneur de la Banque de France pendant le Front populaire, et Vincent Auriol,.

Lemaigre Dubreuil attaque violemment le gouvernement dans L’Action contribuable, organe de la FNC : 

« “Le pays n’a pas à attendre de nous que nous couvrions un beau matin les murs des affiches blanches de la dévaluation, des affiches blanches d’un coup d’État monétaire”, proclamait à la Chambre M. Blum, le 6 juin 1936. […] M. Blum a menti. […] Chacun sait que la politique de folles dépenses, instaurée par le ministère Blum nous a amenés, hier, à une première catastrophe financière. Chacun sait qu’il n’y a pas eu alignement volontaire mais dévaluation rendue obligatoire par des sorties d’or affolantes et un épuisement absolu de la Trésorerie. […] M. Blum est la marionnette de ceux qui nous mènent au collectivisme. […] Pour le moment, il importe de prévoir et de mener la révolution à laquelle nous conduisent l’expérience Blum et celle qui suivra. On ne répond pas à la violence par des bénédictions. Le moment n’est plus aux parlotes, aux défilés et aux palabres, il est à l’action concertée, résolue et… imposée. »

 Lemaigre Dubreuil lance une campagne d’affichage dans Paris et dans son journal en 1937, réclamant la Haute Cour pour Auriol pour avoir ruiné la France en 1937.
Les affiches de la Fédération nationale des contribuables utilisent des slogans violents pour dénigrer ses adversaires, à commencer par le gouvernement du Front populaire. Mais Lemaigre Dubreuil n'hésite pas aussi à s'attaquer aux conseillers municipaux parisiens, pourtant majoritairement de droite, du fait du mauvais état des finances de Paris et par hostilité aux « politiciens ». Ce que contestent d'autres nationalistes et des journaux de droite.
Il soutient la Cagoule et joue un rôle important dans la collecte des fonds pour cette organisation clandestine anticommuniste dirigée par Eugène Deloncle,. La Cagoule aurait reçu 1 million de francs de la FNC,. Il proteste publiquement en 1938 contre une commission rogatoire le visant, prise par le juge Béteille, chargé de l'instruction et qui enquête sur l'implication d'industriels suspectés d'avoir financé la Cagoule,.
Il finance aussi en 1937 l'hebdomadaire d'extrême droite L'Insurgé. Il commandite en mars 1938 le rachat de L'Écho de Paris par Le Jour de Léon Bailby. Le mois précédent, il donne aussi, publiquement, 50 000 francs à Henri de Kérillis, ancien directeur du service politique de L'Écho de Paris, pour son nouveau journal L'Époque, tout en soulignant ses désaccords politiques avec lui.
Au lendemain des Accords de Munich de 1938, il soutient publiquement Kerillis, seul député de droite à avoir voté contre ces accords, jugé belliciste par les autres « nationaux », et approuve sa demande d'un gouvernement de salut public et son hostilité aux combinaisons parlementaires, afin notamment de remédier à la crise de la République parlementaire.
En septembre 1939, il achète à Bailby le quotidien parisien Le Jour-L'Echo de Paris. Bailby demeure un temps à son poste de directeur avant d'attaquer en justice le nouveau propriétaire,. Lemaigre Dubreuil a auparavant fait placarder sur les murs de Paris des affiches répondant à l'éditorial pacifiste de Marcel Déat « Mourir pour Dantzig ? » : « Les frontières de la France (ou de l'Alsace ?) sont à Dantzig »,.
L'historien et journaliste gaulliste Eric Branca, qui cite notamment l'historienne communiste Annie Lacroix-Riz, le présente comme le « président des Huiles Lesieur, administrateur, entre autres, de la banque Worms et de Royal Dutch, membre influent du Comité des forges par l’intermédiaire duquel, avant guerre, il finançait les ligues d’extrême droite, et notamment la Cagoule ». Lemaigre Dubreuil n'est pourtant ni sidérurgiste, ni président de Lesieur. Annie Lacroix-Riz le présente quant à elle comme étant « Action française (sic), synarque et cagoulard,  administrateur adjoint (sic) de la Royal Dutch en France, directeur-propriétaire des huiles Lesieur, président de la Fédération des contribuables de France (sic) ». Il a « depuis les années 1920 (sic) généreusement pourvu aux besoins de la plupart des ligues fascistes, dont la Cagoule (sic) » et  « demeura sous l’Occupation « le bailleur de fonds d’Eugène Deloncle, chef du Mouvement social révolutionnaire, comme [naguère] du Comité secret d’action révolutionnaire [du] même Deloncle ».

## Seconde Guerre mondiale
Au début de la guerre, Lemaigre Dubreuil est envoyé en mission en Roumanie pour des questions de pétrole. Rentré à Paris peu avant le déclenchement de l'offensive allemande de mai 1940, il reprend un commandement. Fait prisonnier, il s'est évadé.
La défaite de 1940 rend très difficile le maintien de l'exploitation du site historique des Huiles Lesieur à Dunkerque. Lemaigre Dubreuil transfère son activité à Casablanca, bénéficiant de l'encouragement des autorités allemandes pour l'importation d'huile en Europe.
Pendant la Seconde Guerre mondiale, il est très actif dans l’ombre et effectue de nombreux voyages entre la France métropolitaine et l'Afrique. Il devient membre du réseau Alliance sous le pseudonyme de « Gras-double » lors de la tentative faite en mai 1941 de soulever l'Armée d'Afrique. Il contribue parallèlement à l’arrivée du général Giraud sur la scène politique,, en gardant contact entre le réseau et le « groupe d'Alger » (général Mast, lieutenant-colonel Jousse, lieutenant Henri d'Astier de la Vigerie…) avant novembre 1942. Il fait ensuite partie des hommes qui favorisent le débarquement des Alliés en Afrique du Nord (Maroc et Algérie), le 8 novembre 1942, lors de l'opération Torch,,,, marquant un tournant décisif de la Seconde Guerre mondiale sur le front occidental.
Avec Jean Rigault,,, Jacques Tarbé de Saint-Hardouin,, le colonel Van Hecke (nommé par Pétain à la tête des Chantiers de jeunesse en Afrique du Nord) et d'Henri d'Astier de la Vigerie, Lemaigre Dubreuil fait partie du « groupe des Cinq » (ou « comité des Cinq ») qui contribuent avec le consul américain Robert Murphy à préparer le débarquement des Alliés en Afrique du Nord,,,. Astier de la Vigerie est le seul, parmi les « Cinq », à unifier véritablement la Résistance,,,,. La prise de contrôle d'Alger, le 8 novembre 1942, est dirigée avec Astier, par le jeune José Aboulker, le colonel Germain Jousse et grâce à la complicité du commissaire de police André Achiary, tandis que Lemaigre Dubreuil allait attendre Giraud à Blida.
Lorsque Giraud, dans son discours du 14 mars 1943, annonce son renoncement aux principes de la Révolution nationale, Lemaigre Dubreuil quitte ses fonctions dans l'organe gouvernemental instauré en Afrique du Nord.
En juin-juillet 1944, pensant que les États-Unis pourraient accepter une paix de compromis, alors que les Russes gagnent du terrain en Europe de l'Est, il tente, sans succès, d'établir un contact entre les Américains et Pierre Laval par l'intermédiaire de l'ambassadeur de Vichy à Madrid, François Piétri.

## Pour l'autonomie du Maroc
Lemaigre Dubreuil est dans un premier temps, de 1944 jusqu'au tout début des années 1950, pour le maintien de l'ordre établi au Maroc, en raison de l'importance économique de l'Empire colonial pour la France. En 1951, il participe aux évènements qui voient l'éviction du général Juin comme résident général au Maroc et son remplacement par le général Guillaume. Il publie ensuite une vingtaine d'articles de plus en plus critiques sur la situation marocaine.
Le 21 novembre 1952 paraît son premier article dans le quotidien L'Information politique, économique et financière, pour dénoncer le manque de réforme et de coopération entre Marocains et Français du Maroc, intitulé « La France, le Maroc et l'Amérique », premier d'une série d'une vingtaine d'articles témoignant d'une réflexion critique sur la situation coloniale marocaine. Quelques semaines après, les émeutes de Casablanca, de décembre 1952, alertent l'opinion métropolitaine française et peu après François Mauriac lance la première campagne des libéraux français du Maroc, via un appel publié dans Le Figaro du 13 janvier 1953. Jean-Marie Garraud et François Mennelet publient peu après dans ce quotidien une « grande enquête », du 12 au 23 mars 1953, évoquant « un conflit moderne, ouvert et omniprésent », vision qui tranche sur celle des Français du Maroc, pour qui il demeure « de nature féodal et tribal »,. Ils citent plusieurs personnalités estimant que sans changement de politique, « tout était perdu » en plus de reprendre les avertissements de Monseigneur Lefèvre en mars 1952.
Finalement, en août 1953, Mohammed Ben Youssef est exilé en Corse puis à Madagascar. Deux mois après la déposition du sultan du 20 août 1953, il écrit dans Le Monde du 30 octobre un article exprimant un avis mitigé, reconnaissant que cette destitution est un mal nécessaire pour « […] la sauvegarde et le tranquillité de l'Empire », mais qui a en revanche « fait naître bien des périls ». Dénonçant les tenants du « colonialisme le plus odieux » qui en sont très satisfaits, il estime urgent de « faire appel à cet effet à des Marocains ne jouant jusqu'à ce jour aucun rôle dans aucun organisme officiel ou semi-officiel », y compris ceux qui « étaient hier favorables à l'Istiqlal », le parti indépendantiste.
À partir de 1953, il évolue vers une position davantage autonomiste et participe activement au rapprochement des interlocuteurs en servant d'intermédiaire entre les représentants du gouvernement, les modérés et les « libéraux » favorables à l'autonomie. Ce qui lui attire la haine farouche des mouvements — qualifiés à l'époque de « contre-terroristes » — partisans du maintien du Maroc sous protectorat français. Il prend le contrôle du journal Maroc-Presse en avril 1955, après que celui-ci a mis en cause Philippe Boniface, préfet de la région de Casablanca, comme partie prenante du « contre-terrorisme » en favorisant l'impunité des activistes français. Pierre July, le ministre des Affaires marocaines et tunisiennes de l'époque, rapporte qu'à cette occasion, Lemaigre Dubreuil prévoit son assassinat. Le nouveau patron de presse se sert de son journal pour défendre le point de vue des libéraux par des éditoriaux qui ont un grand retentissement dans l'opinion au Maroc et ouvre une tribune libre dans laquelle s'expriment, entre autres, des personnalités proches de l'Istiqlal.

## Assassinat
Lemaigre Dubreuil est assassiné à Casablanca dans la soirée du samedi 11 juin 1955, sur la place qui porte désormais son nom, au pied de l'immeuble Liberté qu'il habitait. Arrivé de Paris dans la matinée, il quitte ses bureaux vers 23 heures, conformément à ses habitudes. Il se trouve en compagnie d'un ami nommé Simon Castet et s'apprête à prendre place dans sa voiture. Deux automobiles arrivent à sa hauteur et des individus présents dans les véhicules font feu sur les deux hommes. Jacques Lemaigre Dubreuil est atteint par une rafale d'arme automatique et décède sur place. Son compagnon est indemne.
Ses obsèques ont lieu le 14 juin, en la Cathédrale du Sacré-Cœur de Casablanca. « C'est beaucoup, pour sceller l'amitié entre deux peuples que d'avoir les mêmes martyrs », déclare le Prix Nobel de littérature François Mauriac. Le groupe de La Main rouge, parfois qualifié d'« escadron de la mort », dirigé par le SDECE, bénéficie alors de financements du préfet de région Philippe Bonifiace et de chefs marocains liés aux Français.
Le 12 juillet, les autorités du protectorat interdisent l'hebdomadaire de langue française Zadig, publication locale qui avait pris une position jugée outrancière en faveur du groupe Présence française et qui avivait les tensions d'une partie de la population du Maroc contre certains Français libéraux. Zadig avait désigné M. Lemaigre-Dubreuil comme une des personnalités à abattre. Le 21 juillet, quinze personnes sont expulsées du Maroc, dont le docteur Georges Causse, président de Présence française.
Le président du Conseil Edgar Faure missionne Roger Wybot, directeur de la DST, pour mener l'enquête sur place. Celui-ci se heurte à l'hostilité et à l'absence de coopération des policiers et des autorités du protectorat. Il conclut à un « crime de gangsters… ou de policiers »,. Le principal témoin du meurtre, qui accompagnait Lemaigre-Dubreuil le soir de l'agression et qui n'a pas été atteint par les tirs est retrouvé « assassiné ou suicidé » un mois après les faits.
Pierre Petitjean, nouveau directeur de la sécurité, reprend l'enquête en août 1955 et communique en janvier 1957 à ses supérieurs les noms de plusieurs personnes qu'il tient pour les assassins de Lemaigre-Dubreuil.
En octobre 1957, M. Soulet, juge d'instruction parisien, est chargé du dossier de l'assassinat, à la suite d'une plainte contre X déposée par la famille de la victime. Ayant bénéficié des révélations d'un informateur, le magistrat inculpe le 7 mars 1958 Antoine Méléro, ancien policier au Maroc. Celui-ci est également mis en cause dans une affaire de proxénétisme. En avril, Louis Damiani, un malfaiteur ancien membre de Présence française, détenu pour une agression survenue l'année précédente, fait des révélations concernant l'assassinant de Lemaigre-Dubreuil : il indique y avoir participé et met en cause huit autres personnes, dont Antoine Méléro. Il fournit également des indications sur des attentats contre des personnalités musulmanes, contre Pierre Clostermann et l'avocat Jean-Charles Legrand ainsi que sur un projet d'attentat contre Pierre Mendès-France. En janvier de l'année suivante, le juge Soulet fait écrouer Charles Luigi et André Congos, présenté comme un ancien bras droit du docteur Causse. Les deux hommes sont accusés par Louis Damiani d'avoir participé à l'assassinat. Méléro, Luigi et Congos sont mis en liberté provisoire à la faveur de vacances judiciaires, par un juge intérimaire, sur réquisitions conformes du parquet. À l'occasion du procès pour agression de Louis Damiani, on apprend que la voiture ayant servi le jour de l'assassinat était bien une voiture appartenant à Luigi, dans laquelle se trouvait Méléro. On apprend également que le rapport de Pierre Petitjean faisait état d'aveux de Méléro.
En dépit de tous ces éléments, un non-lieu est prononcé en 1965. Comme le précise le journaliste Vincent Nouzille, le groupe présente de nombreuses similitudes avec l'organisation La Main rouge, dont le rôle au Maghreb à cette période a été dévoilé et précisé lors de l'ouverture des archives décidée par le président François Hollande après son élection.
Jacques Lemaigre-Dubreuil repose dans le caveau de la propriété familiale à Larchant, en Seine-et-Marne.

## Décorations
- Chevalier de la Légion d'honneur[83].
- Croix de guerre 1914-1918 avec deux palmes, une étoile d'argent, une étoile de vermeil[84].